# Albert Szczawiński
Albert Szczawiński (ur. 1833 w Warszawie, zm. 26 stycznia 1898 w Warszawie) – szachista polski.
Zaliczał się do czołowych graczy warszawskich lat 70. i 80. XIX wieku, aktywnie uczestniczył w życiu szachowych kawiarni Warszawy. Brał udział m.in. w pierwszym turnieju warszawskim w 1868, zakończonym zwycięstwem Szymona Winawera (brak danych o lokacie Szczawińskiego). W mistrzostwach Warszawy rozegranych na przełomie 1882 i 1883 był zaliczany przez lokalną prasę do faworytów do czołowych pozycji i nie zawiódł tych oczekiwań, dzieląc III-IV miejsce z Janem Kleczyńskim; zdobył 14 punktów z 22 partii, a turniej wygrał Józef Żabiński.